# Lydina cuprea
Lydina cuprea är en tvåvingeart som beskrevs av Robineau-desvoidy 1830. Lydina cuprea ingår i släktet Lydina och familjen parasitflugor.
Artens utbredningsområde är Frankrike. Inga underarter finns listade i Catalogue of Life.